# Wanda Bräuniger
Wanda Therese Ottilie Bräuniger (manchmal fälschlich Bräuninger; * 23. November 1902 in Malstatt-Burbach; † 25. März 1990 in Berlin) war eine deutsche Puppenspielerin, Schauspielerin, Hörspiel- und Synchronsprecherin.

## Leben
Wanda Bräuniger war eine Tochter des Lokomotivführers Carl Bräuniger und seiner Frau Anna Maria, geb. Dreiser. Über ihre Ausbildung ist derzeit nichts bekannt. Ab 1946 arbeitete sie gemeinsam mit Magda Hain für einige Jahre als Puppenspielerin und Schauspielerin bei den „Berliner Künstler-Puppenspielen“ von Mia Möller. Die Berliner Bühnen blieben auch später das Zentrum ihres künstlerischen Schaffens, vor allem als Schauspielerin am Sprechtheater. Film- und Fernsehrollen nahm sie trotz früher Auftritte im Stummfilm selten an. So war sie beispielsweise in Kurt Maetzigs DEFA-Produktion Schlösser und Katen und in Raoul Wolfgang Schnells Fernsehspiel La Felicità... zu sehen.
Daneben war sie umfangreich als Sprecherin für Rundfunk und Hörspiel tätig, etwa 1974 für den SFB in Rudolf Noeltes Fontane-Adaption Effi Briest mit Cordula Trantow in der Titelrolle. Als Synchronsprecherin lieh sie ihre Stimme unter anderem Miriam Byrd-Nethery in Die haarsträubende Reise in einem verrückten Bus, Gwen Nelson in Die Abrechnung und Jessie Robins in Knotenpunkt London. Darüber hinaus fungierte sie 1981 als Erzählerin aus dem Off für Ingrid Oppermanns Die Nachbarn nach einer Erzählung von Marie von Ebner-Eschenbach.
Wanda Bräuniger starb 1990 in Berlin.

## Filmografie (Auswahl)
- 1957: Schlösser und Katen
- 1969: La Felicità ...
- 1970: Mit Vollgas ins Glück – gehupt wie gesungen (TV-Film)
- 1976: Der Umsetzer
- 1976–1980: Direktion City (TV-Serie, 5 Folgen)

## Hörspiele (Auswahl)
- 1953: Mr. Brown wird geholfen; NWDR; Regie: Rolf von Goth
- 1961: Ein Sieg des Geistes; SFB; Regie: Rolf von Goth
- 1964: Die Flöte von Jericho; RIAS; Regie: Wolfgang Spier; mit Ilse Kiewiet, Helmut Wildt, Stefan Wigger
- 1964: Bagnosträfling 4720 (Der Fall Seznec); SFB; Regie: Robert Adolf Stemmle; mit Wilhelm Borchert, Lu Säuberlich, Rolf Bogus
- 1965: Der Sandmann – ein Traumflug; SFB; Regie: Heinz von Cramer; mit Rudi Schmitt, Christian Rode, Franz Kutschera
- 1966: Pimouche; SFB; Regie: Rolf von Goth
- 1967: Wiplala; WDR; Regie: Heinz Dieter Köhler; mit Raoul Wolfgang Schnell, Horst Bollmann, Gustl Halenke
- 1969: Auf der Strecke; SFB; Regie: Siegfried Niemann; mit Gerd Duwner, Horst Niendorf, Helmut Ahner
- 1970: Überfall am hellichten Tag; WDR; Regie: Heinz Dieter Köhler; mit Horst Bollmann, Uta Hallant, Gudrun Genest
- 1973: Interview mit einem Schatten; WDR; Regie: Gustav Burmester; mit Helmut Griem, Michael Degen, Marlies Engel
- 1973: Sonnabend; SFB; Regie: Klaus von Wirbitzky; mit Michael Thomas, Matthias Ponnier, Dagmar Biener
- 1974: Die fast makellose Sammlung; SFB; Regie: Friedhelm von Petersson; mit O. E. Hasse, Wilhelm Borchert, Friedrich Siemers
- 1974: Effi Briest; SFB; Regie: Rudolf Noelte; mit Paul Edwin Roth, Cordula Trantow, Martin Held
- 1976: Mord am Lietzensee; RIAS; Regie: Jörg Jannings
- 1982: The Hitch-Hiker’s Horror Stories; SFB; Regie: Hanns Zischler; mit Dagmar von Thomas, Georg Corten, Frank Schaff
- 1982: Der Kunst in die Arme geworfen – Kantate für Sprechstimmen und das 19. Jahrhundert; SFB; Regie: Jutta Brückner; mit Ilse Ritter, Ortrud Beginnen, Franziska Walser
- 1982: Mein Babylon; SFB; Regie: Jutta Brückner; mit Katharina Thalbach, Lieselotte Rau, Friedhelm Ptok